# Siltuximab
Siltuximab (CNTO 328, Handelsname Sylvant) ist ein monoklonaler Antikörper, der in der Behandlung der multizentrischen Castleman-Krankheit eingesetzt wird.

## Geschichte
Die Zulassung von Sylvant, einem monoklonalem IgG1 Antikörper hergestellt durch Janssen-Cilag, erfolgte im April 2014 durch die amerikanische Zulassungsbehörde FDA.  Die Zulassung erfolgte dabei im  Priority-Review-Verfahren, welches eine beschleunigte Zulassung ermöglicht. In der Europäischen Union wurde Siltuximab bereits im März 2007 der Status eines Orphan-Arzneimittels (ein Medikament für die Behandlung seltener Krankheiten) zuerkannt, wobei im März 2014 eine Zulassung durch die europäische Arzneimittelagentur EMA vom Ausschuss für Humanarzneimittel (engl.: Committee for Medicinal Products for Human Use, CHMP) empfohlen wurde.

## Eigenschaften des Moleküls und dessen Herstellung
Siltuximab ist ein monoklonaler Antikörper vom Typ IgG1κ. Das Protein besteht aus insgesamt 1324 Aminosäuren mit einer molaren Masse von ca. 148 kDa. Hergestellt wird Siltuximab in einer Zelllinie von Ovarien des chinesischen Hamsters (CHO-Zellen), nachdem die Entwicklung in der murinen Zelllinie SP2/0 begonnen wurde.

## Wirkungsbereich
Siltuximab wird in der Behandlung der multizentrischen Castleman-Krankheit eingesetzt, wobei es sich um eine Erkrankung des Lymphsystems handelt. Dabei kommt es zum anormalen Wachstum der Lymphknoten sowie zur Bildung von gutartigen Tumoren. Der Begriff multizentrisch bezieht sich dabei auf die Auswirkung der Krankheit auf mehrere Lymphknoten sowie anderer Organe. Siltuximab bindet an das menschliche Interleukin-6 und verhindert damit dessen Bindung an lösliche sowie membranständige Interleukin-6 Rezeptoren.

## Verabreichung
Siltuximab wird in einer Dosierung von 11 mg / kg Körpergewicht als Infusion über einen Zeitraum von einer Stunde verabreicht, wobei die Infusion alle drei Wochen verabreicht wird.

### Nebenwirkungen
Als Nebenwirkungen sind unter anderem eine Zunahme im Gewicht, Hautausschlag sowie juckende Haut angeführt.